# Johnny Leach
Johnny Leach (Dagenham, Essex; 20 de noviembre de 1922-5 de junio de 2014) fue un jugador profesional de tenis de mesa británico, ganador de dos campeonatos mundiales, los celebrados en Estocolmo en 1949, y en Viena en 1951.
Leach es uno de los miembros del Salón de la Fama del Tenis de Mesa desde 1997.

## Referencias

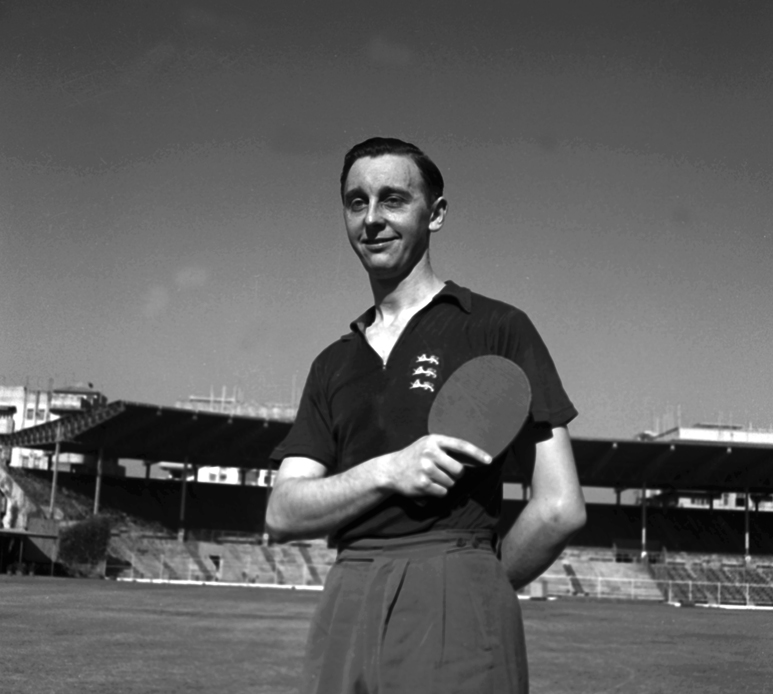
Leach en Bombay en 1952